# Seleção Pascoense de Futebol
A Seleção Pascoense de Futebol, ou Seleção Rapanui de Futebol, representa a Ilha de Páscoa em jogos que não envolvem seleções filiadas à FIFA e sim à CONIFA. O futebol na ilha é amador, portanto é representada pela Associação de Futebol Amador da Ilha de Páscoa, fundada em 1975. A Ilha de Páscoa é uma dependência chilena.
A seleção jogou apenas 3 jogos na sua história, dois deles contra um combinado do Arquipélago Juan Fernández em 1996, 2 vitórias, 1 delas por uma sonora goleada de 16 a 0, jogo realizado na cidade de Hanga Roa.
A Federação Chilena de Futebol convidou a seleção do pequeno território de fazer parte da Copa Chile do ano 2009/2010. O jogo organizado foi contra o maior clube do Chile, o Colo-Colo que foi até a ilha jogar contra os locais no Estádio de Hanga Roa, e foram derrotados pelo clube chileno por 4 a 0 em um estádio que estava lotado, com quase toda a população da ilha. O jogo foi considerado pela FIFA, como o "jogo do século".
A seleção da Ilha de Páscoa antes de seus jogos, realiza o hoko, dança de guerra tradicional da ilha.
A seleção da disputou as três edições da Copa ANPO, uma competição de povos indígenas do Chile. Em 2012 conquistou a primeira edição, após vencer Lican Antay por 3 a 0, Wariache na primeira fase por 12 a 0, Pehuenche por 7 a 3 na semifinais e após empatar com Mapuche por 2 a 2 venceu nos pênaltis 4 a 2.
No dia 11 de agosto de 2019, a Ilha de Páscoa se tornou membro da CONIFA, entidade que comanda o futebol não FIFA. O ex-meia Miguel Ángel Gamboa, que atuou pela Seleção Chilena na Copa de 1982, foi escolhido como treinador da equipe.

## Equipe
| n° | Jogador           | Posição       | Jogos (gols) | Clube |
| -- | ----------------- | ------------- | ------------ | ----- |
|    | Emilio Calvo      | Goleiro       |              |       |
|    | Koro Pate Tucki   | Goleiro       |              |       |
|    | Carlos Lillo      | Defensor      |              |       |
|    | Benjamín Tuki     | Defensor      |              |       |
|    | Javier Pérez      | Defensor      |              |       |
|    | Petero Ulloa      | Defensor      |              |       |
|    | Manu Haoa         | Defensor      |              |       |
|    | Roberto Peña Tuki | Meio-campista |              |       |
|    | Jovino Tuki       | Meio-campista |              |       |
|    | Alvaro Sánchez    | Meio-campista |              |       |
|    | Petero Avaka Teao | Atacante      |              |       |
|    | Mai Teao          | Atacante      |              |       |
|    | Edgardo Pastén    | Atacante      |              |       |
|    | Brandon Banegas   | Atacante      |              |       |

## Títulos
Campeonato Nacional de Futebol dos Povos Originários2012